# Sucha Dolina (Ukraina)
Sucha Dolina (ukr. Суха Долина) – wieś na Ukrainie. Należy do rejonu stryjskiego (do 2020 roku w rejonu mikołajowskiego) w obwodzie lwowskim.

## Przynależność administracyjna
Sucha Dolina przed 1939 r. leżała w gminie Krasów, w powiecie lwowskim, województwie lwowskim.